# سلوك السفر

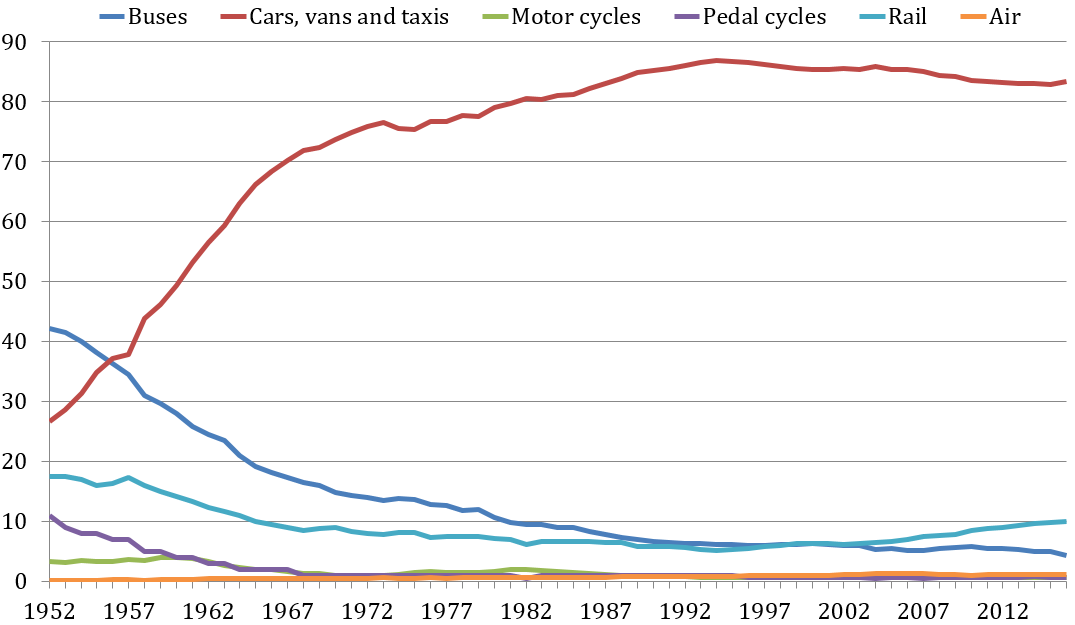

سلوك السفر هو مصطلح يعني دراسة ما يقوم به الأشخاص خلال سفرهم وكيفية استخدام الأشخاص وسائل المواصلات.

## الأسئلة المدروسة
هناك مجموعة كبيرة من الأسئلة المدروسة في سلوك السفر، وهي ترتبط بدرجة كبيرة للغاية بتحليل الأنشطة ودراسات أبحاث استغلال الوقت.
- كم عدد الرحلات التي يقوم بها الأشخاص؟
- أين يذهبون؟ (ما هو الوجهة؟)
- ما الأسلوب الذي سيتخذونه؟
- من يصحبهم؟
- ما موعد الرحلة؟ ما جدولها؟
- ما هو تسلسل أو نمط الرحلات؟
- ما الخيارات الروتينية التي يتخذها الأشخاص؟
- لماذا يسافر الأشخاص؟ (لماذا لا يستطيع الأشخاص البقاء بالمنزل ويقومون بـتواصل عن بُعد أو التسوق عن بُعد؟)

هناك جوانب سلوكية أخرى تتعلق بالسفر، مثل إنزال الأشخاص قبل دخول مركبة وسلوك الانتظار وما إلى ذلك (انظر على سبيل المثال سلوك الركاب في شانغهاي)

## البيانات
يمكن الإجابة على هذه الأسئلة بشكل وصفي باستخدام مذكرة سفر، والتي تكون غالبًا جزءًا من استبيان السفر أو قائمة جرد سلوكيات السفر. في العادة تقوم المناطق الحضرية الكبيرة بإجراء هذه الاستبيانات مرة واحدة فقط كل عقد من الزمن، رغم أن بعض المدن تجري استبيانات دورية، والتي تتبع نفس الأشخاص عامًا بعد الآخر.
ويتم في العادة استخدام البيانات لتقييم تخطيط المواصلات النماذج، حتى يستطيع محللو المواصلات إجراء توقعات حول الأشخاص الذين لم يخضعوا للاستبيان. وهذا أمر بالغ الأهمية في توقع حركة المرور، والتي تعتمد على التغيرات المستقبلية لشبكات الطرق وأنماط استغلال الأراضي والسياسات المتبعة.
منذ بعض السنوات تبين أن الأبحاث السلوكية كانت محدودة بالبيانات، وتم وضع مجموعة بيانات خاصة للمساعدة على البحث: مجموعة البيانات المصنفة لمنطقة بالتيمور، والتي كانت نتيجة استبيان عميق تم إجراؤه تقريبًا عام 1977. ويشير عنوانه إلى التأكيد الحالي على البيانات المفصلة بدلاً من المجمعة. ويعتقد أن مجموعة البيانات هذه بعينها قد فقدت. ويجري الآن وضع برنامج صغير للحفاظ على استبيانات سلوكيات السفر هذه وجعلها متاحة عبر الويب، وهو برنامج أرشيف استبيانات السفر الحضري، في جامعة مينيسوتا. كما يوجد استبيان المواصلات الشخصية القومي (سمي لاحقًا باستبيان السفر العائلي القومي)، ويتم إجراؤه كل خمس سنوات أو ما شابه ذلك، ولكن مع قدر أقل كثيرًا من التفاصيل المكانية.

## سلوك السفر وتحليل الأنشطة
من خلال تحليل سلوك السفر من المنزل يمكن الإجابة على سؤال: كيف تشارك الأسرة في المجتمع الحديث. لنفكر في طرفي نقيض غير قابلين للملاحظة. ففي أحد طرفي النقيض لدينا الأسرة غير المتخصصة. فهي تقوم بكل شيء لنفسها، ولا يتطلب الأمر أي سفر. أما التخصص المطلق فهو طرف النقيض الآخر، فالسفر مطلوب لجميع الأشياء. الأسر الخاضعة للملاحظة في مرحلة متوسطة من هاتين. وربما يمكن النظر إلى الوضع «الوسطي» للأسر باعتباره نتيجة لأمرين.
1. هناك هيكل اجتماعي واقتصادي – تنظيم المجتمع. للمشاركة في هذا المجتمع، تقوم الأسرة بتخصيص وظائفها وتعليمها وأنشطتها الاجتماعية وما إلى ذلك.
2. إلى أي مدة يقوم أفراد الأسرة بتخصيص الأدوار بناءً على سماتهم ومواردهم.

لاحظ مور (عام 1964) أن زيادة التخصص في جميع الأمور هو الميزة الرئيسية للتغير الاجتماعي. فعند دراسة التغيرات الاجتماعية، قد يلاحظ المرء أن الأمور كانت أقل تخصصًا منذ 100 عام مضت مقارنةً بالوقت الحاضر. ولهذا فإننا نتوقع حدوث الكثير من التغيرات في السفر المنزلي على مدار الفترة الزمنية. البيانات المتاحة غير جيدة للغاية، ولكن جانب وقت السفر بناءً على ما هو متاح يبدو مناقضًا للتوقعات، فلم يتغير السفر بدرجة كبيرة. على سبيل المثال، فإن الوقت الذي تستغرقه الرحلة إلى العمل ظلت مستقرة لقرون عديدة (افتراض ميزانية السفر). وفيما يلي بعض مقارنات وقت السفر أجراها جون روبنسون (عام 1986).
| النشاط        | 1975 | 1985 | 1975 | 1985 |
| السفر للعمل   | 25   | 31   | 9    | 17   |
| السفر العائلي | 33   | 31   | 33   | 33   |
| السفر للراحة  | 27   | 33   | 21   | 23   |
| الإجمالي      | 85   | 94   | 63   | 73   |

معظم تحليلات سلوكيات السفر تهتم بقضايا الطلب ولا تقترب بشدة من قضايا الإمدادات والطلب. ورغم ذلك فعندما نلاحظ السفر من الوطن، فإننا نلاحظ دون شك نوعًا من عملية تساوي الطلب والإمداد – حيث يتطابق الطلب مع الإمدادات.

## تاريخ تحليل سلوكيات السفر
يمكن تتبع تاريخ العمل التحليلي حول سلوكيات السفر بدءًا من لايبمان (عام 1945). فقد حصل لايبمان على بيانات فترة الثلاثينيات حول سفر العمال في إنجلترا وقام بتحليلها. ومعظم الآراء الحديثة في عالم اليوم وصل إليها لايبمان: الوقت المنقضي، مشاركة ركوب السيارات، وما إلى ذلك. ومعظم الأكاديميين يؤرخون العمل الحديث بدءًا من التطورات التي أجريت على تحليل اختيار الأسلوب في السبعينيات. وقد تسبب هذا في خلق جو تملؤه الإثارة، وبعد بضع سنوات برز إلى الوجود الاتحاد الدولي لأبحاث سلوك السفر. وهناك ما يقرب من 150 عضوًا في هذا الاتحاد، وهو يعقد مؤتمرًا كل ثلاث سنوات. وينتج عن محاضر جلسات تلك المؤتمرات سجل رائع للتطورات في هذا المجال. كما توفر محاضر الجلسات سجلاً للموضوعات التي لها أهمية مستمرة وكذلك الأولويات المتغيرة. لقد حصل اختيار الأسلوب على الأولوية مبكرًا، ولكن في الأعمال الرئيسية حاليًا ليس له نفس القدر من الأولوية من ناحية النظرية كما هو الحال في الواقع العملي. هاجرستراند (عام 1970) وضع تحليل مسارات بالوقت والمسافة.